# Dom von Jesi

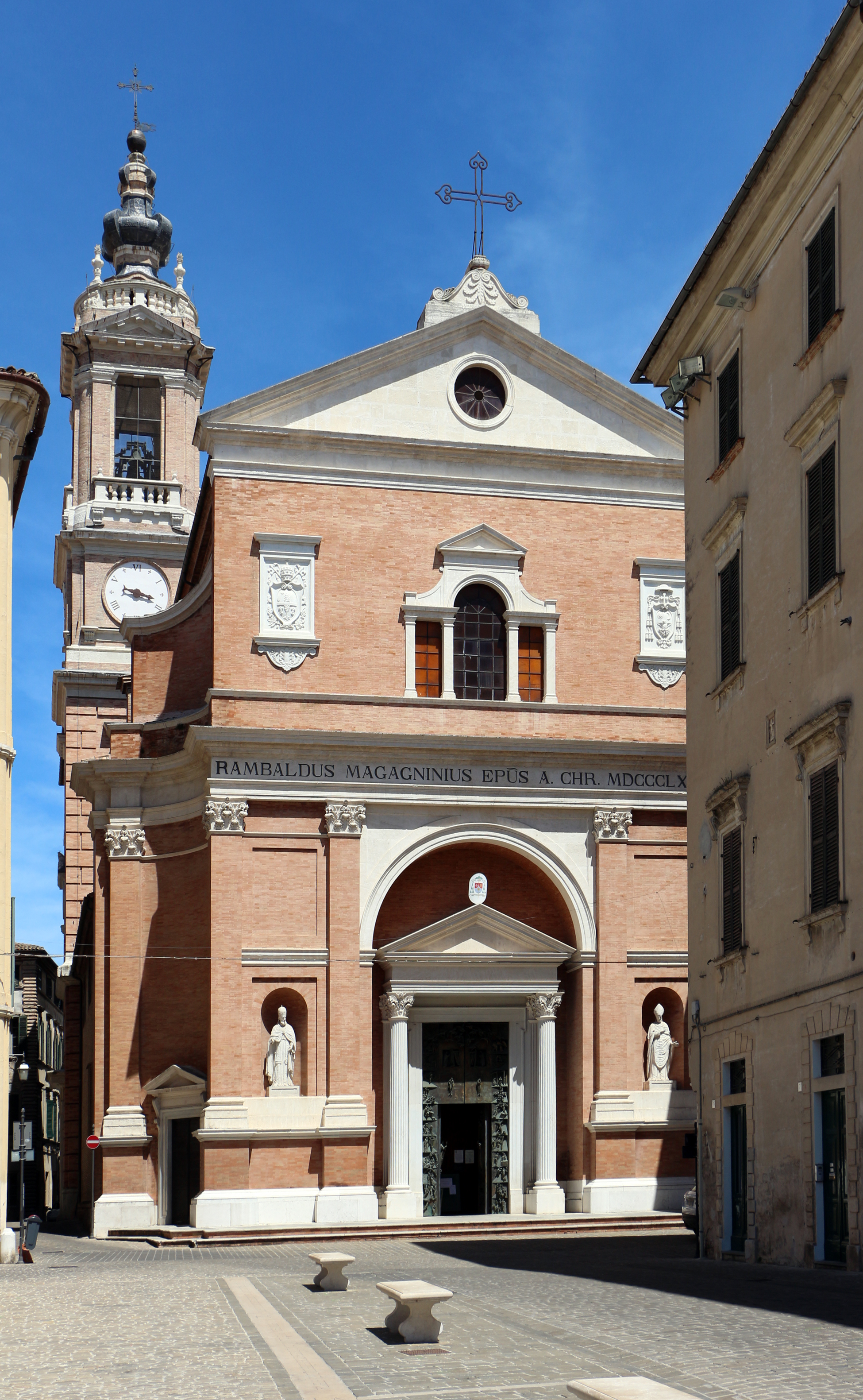
Fassade des Doms

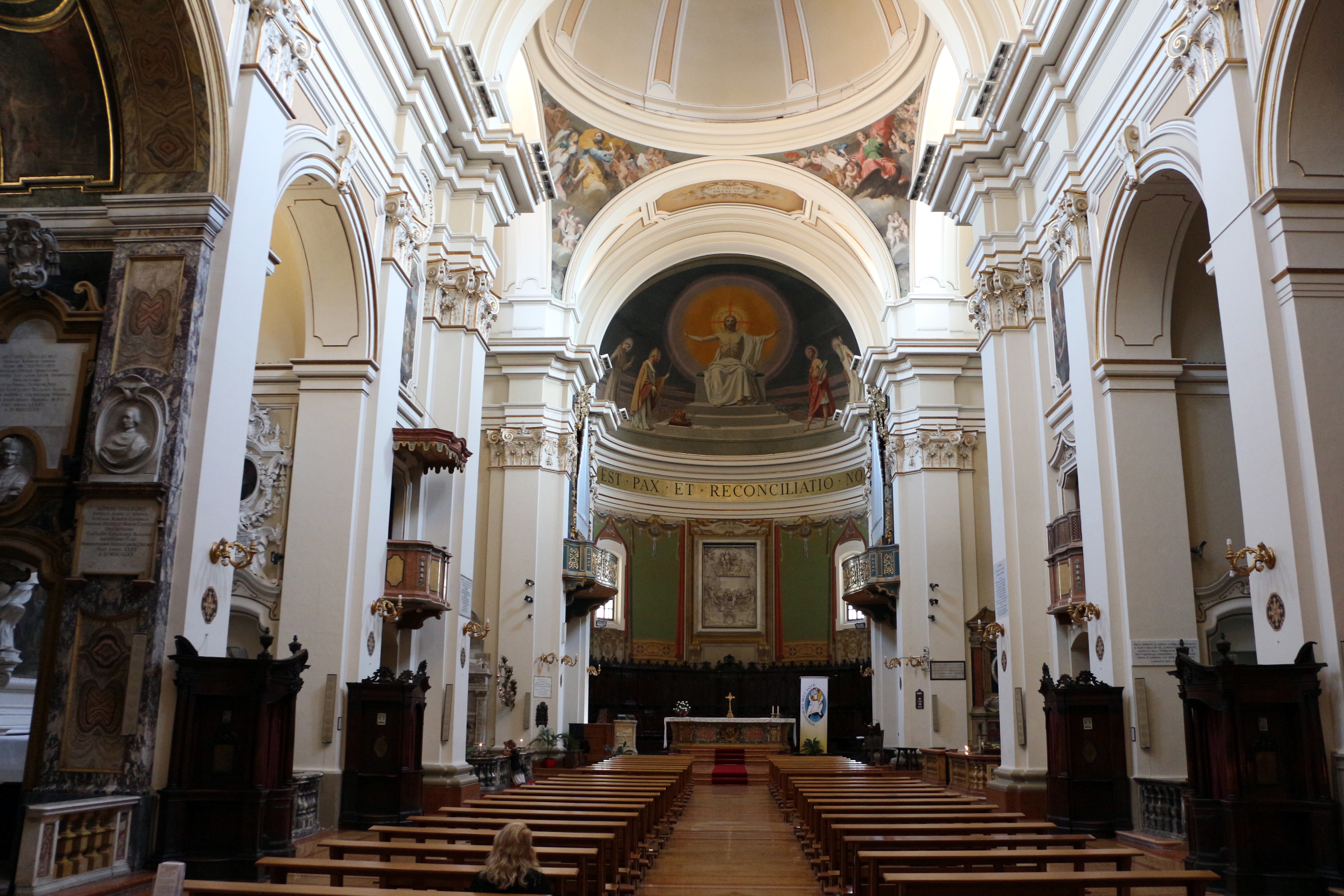
Innenraum

Der Dom von Jesi oder die Kathedrale St. Septimius (italienisch Duomo di San Settimio) ist eine römisch-katholische Kirche in Jesi in der italienischen Region Marken. Die Kathedrale des gleichnamigen Bistums trägt den Titel einer Basilica minor. Die barocke Kirche mit klassizistischer Fassade wurde im 18. Jahrhundert errichtet.

## Geschichte
Der Dom ist dem hl. Septimius geweiht, der aus Germanien kommend hier im 4. Jahrhundert nach der Überlieferung erster Bischof gewesen sein soll. Erste Belege für den Bischofssitz stammen aus dem Jahr 680. An der Stelle früherer römischer Tempel ist als älteste Kathedrale eine Ende des 12. Jahrhunderts wiederaufgebaute Salvatorkirche bekannt. Hier begann unter Bischof Dago 1208 der Bau einer neuen Septimiuskathedrale mit drei Kirchenschiffen im Übergangsstil von der Romanik zur Gotik. Die dreischiffige Kirche wurde 1238 geweiht. Sie wurde ab 1469 unter Bischof Tommaso Ghislieri umfassend renoviert und in ein einziges Kirchenschiff im Renaissancestil umgewandelt. Dabei wurde die Gebeine von St. Septimius entdeckt und geborgen.
Bischof Fonseca ließ das Bauwerk abreißen und 1735 bis 1741 durch die heutige, größere Kathedrale ersetzen. 1969 wurde die Kathedrale anlässlich der Fünfhundertjahrfeier der Entdeckung der Gebeine St. Septimius’ von Papst Paul VI. zur Basilica minor erhoben.

## Architektur und Ausstattung
Die an der zentralen Piazza Frederico II gelegene Kirche wurde vom römischen Architekten Filippo Barigioni zeitgenössisch im barocken Stil entworfen, den Grundriss bildet ein lateinisches Kreuz mit einem einzigen Kirchenschiff. Der neue Glockenturm wurde zwischen 1782 und 1784 von Jesino Francesco Matelicani nach Vorlage der Basilika vom Heiligen Haus in Loreto errichtet. Die Fassade wurde Ende des 19. Jahrhunderts nach einem Entwurf des Römers Gaetano Morichini fertiggestellt. Ihr Mauerwerk aus roten Ziegeln und Travertin ist durch ein Gesims, das von vier glatten korinthischen Pilastern getragen wird, in zwei überlappende Etagen unterteilt. In Nischen stehen seitlich St. Marcellus und St. Septimius. Die modernen Bronzetüren wurden im Jahr 2000 von Paolo Anniballi geschaffen.
Das Kirchenschiff ist mit einem Tonnengewölbe mit Lünetten bedeckt und wird durch rechteckige Fenster beleuchtet. Die fünfseitige Apsis besitzt ein halbkugelförmiges Dach, dieses zeigt Christus als Pantokrator zwischen Heiligen, gemalt 1937 von Biagio Biagetti. An der Kreuzung mit dem Querschiff erhebt sich eine Vierungskuppel, deren Pendentifs von Placido Lazzarini mit den Evangelisten ausgemalt wurden. Der barocke Hochaltar aus polychromem Marmor mit der Madonna di Loreto wurde 1741 von Bischof Fonseca geweiht. Das Chorgestühl wurde aus Nussbaum geschnitzt. In den niedrigen Querschiffen wurde in der zweiten Hälfte des 18. Jahrhunderts seitlich Marmoraltäre errichtet. Auf der linken Seite des Kirchenschiffs befindet sich die Barockkanzel. Sechs Seitenkapellen wurden zum Teil von den Adligen der Stadt erbaut und mit Dekorationen, Stuck und Gemälden ausgestattet. In der ersten Kapelle auf der linken Seite befindet sich das wertvolle Taufbecken aus rotem Verona-Marmor aus dem 16. Jahrhundert, das von Marmorlöwen aus dem 15. Jahrhundert gestützt wird. Die Orgel wurde 1960 von Francesco Zanin e Figli gebaut.